# Dover (Oklahoma)
Dover is een plaats (town) in de Amerikaanse staat Oklahoma, en valt bestuurlijk gezien onder Kingfisher County.

## Demografie
Bij de volkstelling in 2000 werd het aantal inwoners vastgesteld op 367.
In 2006 is het aantal inwoners door het United States Census Bureau geschat op 365, een daling van 2 (-0,5%).

## Geografie
Volgens het United States Census Bureau beslaat de plaats een oppervlakte van
0,8 km², geheel bestaande uit land. Dover ligt op ongeveer 315 m boven zeeniveau.

## Plaatsen in de nabije omgeving
De onderstaande figuur toont nabijgelegen plaatsen in een straal van 32 km rond Dover.